# Yui Kamiji
Yui Kamiji (japanska: 上地結衣?, Kamiji Yui), född den 24 april 1994 i Akashi, i Hyōgo prefektur, är en japansk utövare av rullstolstennis. Kamiji vann 2014, tillsammans med den brittiska spelaren Jordanne Whiley, Calendar Slam i damdubbel och också damdubbeln i Wheelchair Tennis Masters. Kamiji har varit världsmästare i rullstolstennis för damer och har tidigare också innehaft titeln som juniorvärldsmästare. I paralympiska spelen har hon som bäst nått brons i singelspel, i paralympiska spelen 2016 i Rio de Janeiro.

## Idrottskarriär
Kamiji är född med ryggmärgsbråck av varianten spina bifida. Hon började spela rullstolstennis 2005, samma år som hennes syster började spela vanlig tennis. Sex år senare, 2011, dominerade hon världsrankningen för juniorer. 2013 vann Kamiji singeltitlar i Lizuka, Daegu, Paris och St Louis, och blev den första kvinnliga rullstolstennisspelaren utanför Nederländerna att vinna en Masterstitel.
Kamiji vann 2014 dubbeltitlar tillsammans med den tyska tennisspelaren Sharon Walraven i Pensacola, den tyska tennisspelaren Sabine Ellerbrock i Lizuka, Ju-Yeon Park i Daegu, och brittiskan Jordanne Whiley i Paris och Masters.
Under säsongen 2014 vann Kamiji också singeltitlar i Melbourne, Kobe och Lizuka. I Australian Open nådde hon sin första singelfinal i Grand Slam där hon förlorade mot tyska dubbelkamraten Sabine Ellerbrock. Hon vann istället i sin andra Grand Slam-final för säsongen i Roland Garros. Med Jordanne Whiley vann hon sedan Grand Slam i dubbel. Whiley och Kamiji avslutade året med en Masters-vinst efter att ha besegrat brittiska Louise Hunt och tyska Katharina Krüger i finalen.
2017 avslutade Kamiji året som nummer 1 på världsrankingen för damer och utnämndes som ITF:s världsmästare för damer i rullstolstennis för andra gången i sin karriär.

### Paralympiska spel
Kamiji deltog i paralympiska spelen 2012 i London, i både singel och dubbel. I dubbeln åkte hon och Momoko Ohtani ut i första omgången, medan hon i singel nådde kvartsfinal. Vid de paralympiska spelen 2016 i Rio de Janeiro erövrade hon bronsmedalj i singel. I dubbel nådde hon en fjärdeplats tillsammans med landsmanninan Miho Nijo.
Inför paralympiska spelen 2020 i Tokyo blev hon först bland de japanska damerna att kvalificera till paralympiskt spel i rullstolstennis genom att vinna Asian Para Games 2018.